# Wadi Ara (Haïfa)
Wadi Ara (وادي عارة) était un village arabe palestinien situé dans le sous-district de Haïfa.
Il fait partie des centaines de villages palestiniens dépeuplés lors de la première guerre israélo-arabe, en avril 1948.

## Géographie
Le village est nommé d’après le cours d’eau appelé en arabe Wadi 'Ara. L’ancien nom du village, Khurbet ez Zebadneh, signifie la ruine du peuple de Zebdah. Il relevait du sous-district de Haïfa (dont il se trouvait à 38,5 km) et se situait à une altitude moyenne de 75 m, sur une colline allongée orientée d’est en ouest, dominant le vallon du Wadi Ara, coulant au nord. Stratégiquement, il contrôlait le passage entre la plaine côtière et le Marj ibn Amir et était proche de la grande route de Hadera à Afula ; une autre grande route passait près de l’oued, rejoignant la grande route côtière. Ses maisons, construites en maçonnerie, était regroupées selon un plan carré.
Wadi Ara était un petit village, habité par 230 personnes et avait une superficie de 9 800 dounams. Sur cette superficie, 6 400 dounams de terres cultivables et 1446 dounams de terres incultes appartenaient à des Arabes en 1948 ; les Juifs possédaient 1949 dounams.

## Histoire et archéologie

### En Esur: de vastes villages du chalcolithique et du premier âge du Bronze large
Le site d’'En Esur (en) (en hébreu moderne) ou 'Ein Asawir ou Tell al-Asawir (en arabe), est un village remarquablement important, datant du chalcolithique, il y a environ 7000 ans, et situé à 1 km au nord-ouest de  Wadi Ara. Fouillé en 1953, il couvre une surface de 400 dounams soit 400 000 m²) et certaines caractéristiques en font une proto-cité, à un moment précoce dans la région.
Au-dessus du village chalcolithique se trouve une ville cananéenne de l’premier âge du Bronze (3500-2000 av. J.-C.), couvrant une surface de 650 000 m², avec environ 6000 habitants. Tell el-Asawir, qui fait partie du site plus large d’En Esur, comporte des grottes qui ont servi de lieu d’inhumation au IIe millénaire.

### De l’Empire romain à l’Empire ottoman
Des céramiques du Bas-Empire romain, de l’Empire byzantin et des califats omeyyade et abbasside ont été découvertes à Khirbet ez-Zebadneh, attestant de l’occupation continue du site,.
Le géographe musulman Ibn Khordadbeh (mort en 912) évoque le village comme une halte sur la route entre al-Lajjun et Qalansawe.
En 1882, l’enquête du Palestine Exploration Fund (PEF) décrit le village comme un simple hameau nommé Khurbet ez Zebadneh.

### Mandat britannique
Pendant le mandat de la SDN sur la Palestine attribué à l’Empire britannique, le village est classé comme un hameau. Au recensement de 1922, Wadi Arah a une population de 68 habitants, tous musulmans qui augmente à 81 habitants au recensement de 1931.
Le moshav d’Ein Iron est construit en 1934 sur les terres traditionnelles du village.
Dans les Statistiques de village de 1945, Wadi Ara a une population de 230 habitants musulmans,.

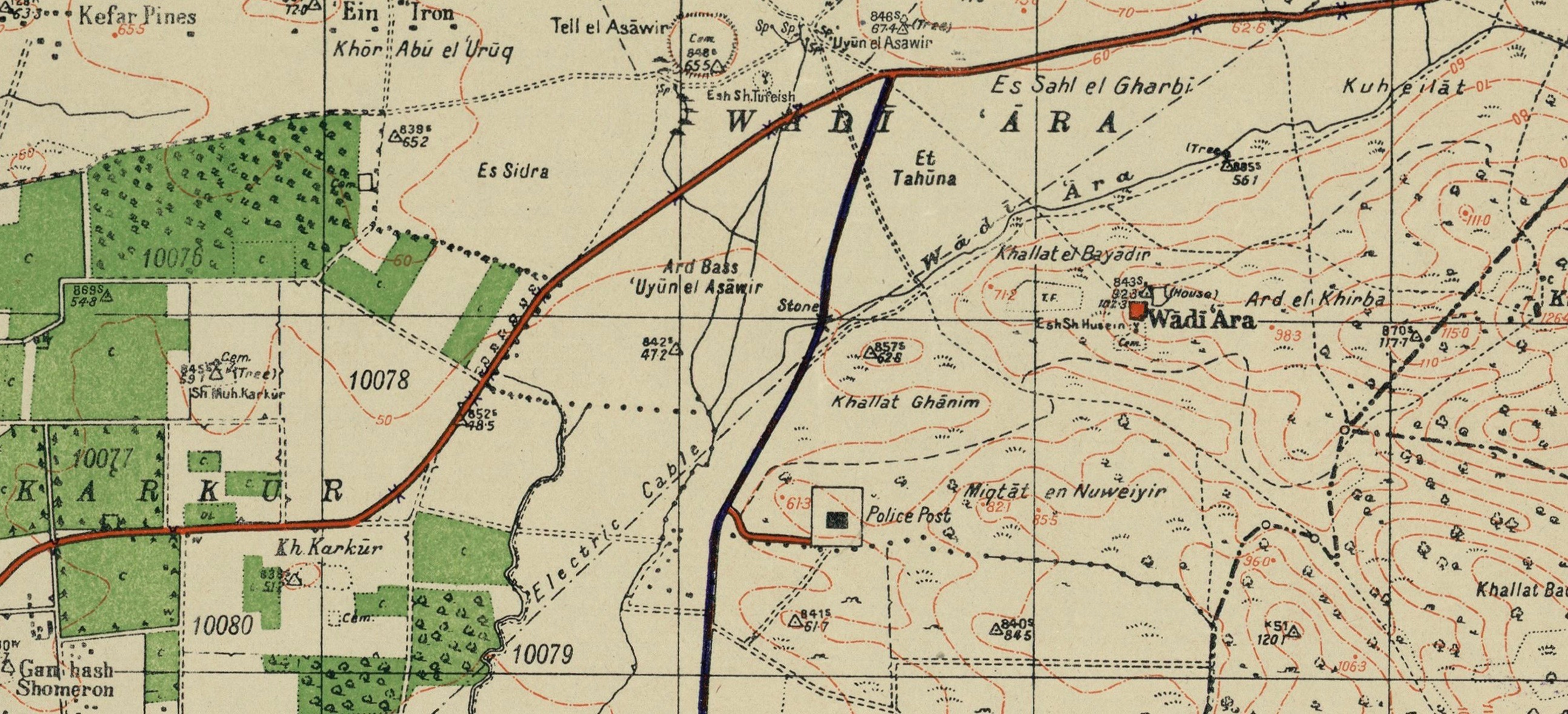
Carte de Wadi 'Ara en 1942 au 1:20 000.
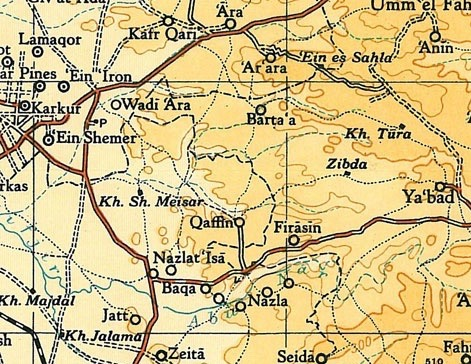
Carte de Wadi 'Ara en 1945 au 1:250 000.

### Guerre de 1948-1949
Pendant la première guerre israélo-arabe, le village est défendu avec succès par lse volontaires de l’armée de secours arabe et l’armée irakienne patrouillant à partir de la ville proche de Tulkarem. Cependant, les habitants subissent la violence des forces israéliennes. Un habitant du kibboutz de Be'eri, affecté à la Him ou unité de gardes en 1948, a témoigné dans une étude de l’historien Yitzhaki et d’Uri Milstein (historien militaire) : « Nous étions à Wadi 'Ara. Nous avons fait un raid sur un poste palestinien et fait un prisonnier pour interrogatoire. Un soldat l’a décapité et scalpé au couteau. Il a fixé la tête sur un poteau pour terroriser les Palestiniens. Personne n’a rien fait pour l’en empêcher ». La plupart des habitants non-juifs sont expulsés le 27 février 1948, avant la  fondation officielle d'Israël selon Benny Morris, qui n’en donne pas la cause. Les habitants de la colonie de Ma'anit (en) l’ont attaqué dans la nuit du 27 au 28 février ; une compagnie de volontaires de l’armée de secours arabe (ALA) défend le village, et repousse les assaillants, puis les poursuit. Une intervention de l’armée britannique les empêche de les poursuivre jusqu’à leur kibboutz. Il y eut un mort parmi les villageois, trois dans les rangs de l’ALA, et 25 dans ceux des kibboutzim.
Une bataille a lieu le 8 mai 1948 à proximité, entre un détachement de la Haganah comprenant des véhicules blindés venant de Ein HaShofet (en) et des éléments de l’ALA, qui repoussent les forces sionistes.
La date d’occupation du village n’est pas claire. En mars 1949, quand les forces irakiennes se retirent et transfèrent leurs positions à la Légion arabe (armée jordanienne), trois brigades israéliennes manœuvrent sur des positions menaçantes dans l’opération Shin-Tav-Shin, dans une forme de diplomatie guerrière. Elle permet à Israël de renégocier la ligne de cessez-le-feu autour de Wadi Ara dans un accord secret signé le 23 mars 1949 et d’annexer le village dans l’accord final du 3 avril. La ligne verte a ensuite été redessinée à l’encre bleue. La Jordanie a cédé la totalité de la région du Wadi Ara à Israël le 3 mai 1949.
Une semaine après l’annexion de la zone par Israël, le kibboutz Barkai (en) est créé sur le site de Wadi Ara, le 10 mai 1949. Il restait encore des habitants fin juillet 1949, qui selon Morris ne pouvaient être expulsés à cause de considérations internationales.
En 1992, l’historien Walid Khalidi décrit les constructions restantes sur les terres du village : « Il ne reste que deux maisons du village, du côté est du site. Une des maisons a des fenêtres en arc et un escalier en colimaçon menant à une pièce sur le toit. La deuxième maison a une grande entrée qui est utilisée comme porte de la piscine du kibboutz ». En 1994, Petersen a visité les lieux, qu’il décrit comme « un grand bâtiment rectangulaire, datant de la fin de l’Empire ottoman. Au rez-de-chaussée, l’entrée vaste (18,8m x 6,9m, soit 130 mètres carrés) est couverte par trois voûtes d'arêtes. À l’étage se trouve une grande terrasse et une pièce également voûtée d’arêtes. Au sud de ce bâtiment, on trouve les restes d’un grand mur et d’une porte monumentale qui donne accès à la piscine du kibboutz. Ces deux constructions datent probablement de la fin de l’Empire ottoman (1880-1917) ». Il restait des cactus et des figuies à l’est de ces maison.